# Tjocknäbbad glasögonfågel
Tjocknäbbad glasögonfågel (Heleia crassirostris) är en fågel i familjen glasögonfåglar inom ordningen tättingar.

## Utseende och läte
Tjocknäbbad glasögonfågel är en liten tätting i grått och vitt med ett karakteristiskt mönster på huvudet. Ovansidan är mörkt olivgrön och undersidan rent vit, med mörka kinder som kontrasterar med tydligt ljust öga och vit panna som övergår i mörka fläckar på hjässan. Ungfåglar uppvisar istället en rent beigefärgad panna och hjässa. Sången är melodisk, punkterad med upprepade klara drillar och stammande "wit-wit-wit". Bland lätena hörs mjuka "chup" och svaga "pew".

## Utbredning och systematik
Fågeln förekommer i västra Små Sundaöarna (Flores och Sumbawa). Den behandlas som monotypisk, det vill säga att den inte delas in i några underarter.

## Levnadssätt
Tjocknäbbad glasögonfågel hittas i skog och skogsbryn i låglänta områden och förberg. Den ses enstaka eller i par, ofta som en del av kringvandrande artblandade flockar.

## Status
Trots det begränsade utbredningsområdet och att den tros minska i antal anses beståndet vara livskraftigt av internationella naturvårdsunionen IUCN. 